# Leucon spiniventris
Leucon spiniventris är en kräftdjursart som beskrevs av Hansen 1920. Leucon spiniventris ingår i släktet Leucon och familjen Leuconidae. Inga underarter finns listade i Catalogue of Life.